# Mónica Macías
Mónica Macías (* 1972) ist eine Autorin aus Äquatorialguinea. Sie ist die Tochter der ersten Präsidenten des Landes, Francisco Macías Nguema, und eine Cousine des Präsidenten Teodoro Obiang Nguema Mbasogo. Sie lebte zeitweise in Nordkorea.

## Leben

### Jugend und Ausbildung
Im Alter von sieben Jahren wurde Mónica Macías zur Ausbildung nach Nordkorea geschickt und lebte dort unter der Obhut des damaligen Machthabers Kim Il Sung. Doch nur wenige Monate nach ihrer Ankunft wurde ihr Vater, der damalige Präsident von Äquatorialguinea, Francisco Macías Nguema, in einem blutigen Staatsstreich von ihrem Cousin Teodoro Obiang Nguema Mbasogo gestürzt. Nach dem Prozess und der Hinrichtung ihres Vaters durch ein Erschießungskommando blieben Macías, ihre Mutter und ihre beiden Geschwister in Nordkorea gestrandet. Kurz darauf verließ ihre Mutter Nordkorea und ließ ihre Kinder zurück. Trotzdem hielt Kim Il Sung sein Versprechen, für sie zu sorgen, und schickte sie auf das Revolutionäre Militärinternat Mangyondae (만경대혁명학원) in Pjöngjang. Der nordkoreanische Machthaber telefonierte regelmäßig mit ihr und half ihr, ihr Universitätsstudium an der Koryo Songgyungwan University (고려성균관, Universität für Leichtindustrie) in Pjöngjang abzuschließen. Macías blieb bis 1994 in Pjöngjang und reiste dann nach Spanien, zu der ehemaligen Kolonialmacht Äquatorialguineas und dem Geburtsort ihres Großvaters mütterlicherseits, um mehr über sich selbst zu erfahren und den Tod ihres Vaters zu untersuchen.

## Autorin
Im Jahr 2013 erlangte Macías mit der Veröffentlichung ihrer Memoiren „Ich bin Monique aus Pjöngjang“  (I’m Monique from Pyongyang, koreanisch 나는 평양의 모니카입니다) große internationale Aufmerksamkeit. Das Buch war ursprünglich in Koreanisch verfasst. Darin schilderte sie ihre Erfahrungen in Nord- und Südkorea und wie diese ihre Sicht auf die Probleme beider Länder prägten.
Im März 2023 veröffentlichte Macías ihre zweiten Memoiren mit dem Titel „Black Girl from Pyongyang“ („Schwarzes Mädchen aus Pyöngjang“), welche bei Duckworth Publishers erschienen. Das Buch erregte noch mehr Aufmerksamkeit, da Macías die Ergebnisse ihrer Interviews mit rund 3.000 Menschen, die ihren Vater kannten, teilte und zu dem Schluss kam, dass er der Verbrechen, für die er hingerichtet wurde, nicht schuldig war. Macías enthüllte in ihrem Buch auch, dass sie stolz auf Kim Il Sung als ihren zweiten Vater geworden sei und dass sie ihre Herkunft verbergen musste, als sie in den Westen zog, weil sie von zwei Männern aufgezogen wurde, die als brutale Diktatoren bekannt waren.
Die Stellungnahme aus Macías’ jüngstem Buch fasst ihre Position zu den umstrittenen Persönlichkeiten Macías und Kim Il Sung sowie ihre umfassendere philosophische Sicht auf die Moral von Nationen zusammen. Sie lehnt Forderungen, diese Persönlichkeiten zu verurteilen, entschieden ab, da sie Kim Il Sung als ihren Retter betrachtet und sich seiner Menschenrechtsverletzungen offenbar nicht bewusst ist. Sie argumentiert außerdem, dass kein Land per se als „gut“ oder „böse“ gelten könne, und stellt die moralische Autorität eines Landes infrage, andere zu ermahnen.